# Sinagoga di Vercelli
La sinagoga di Vercelli sorge in via Foa 56/58, nell'area dell'antico ghetto. È un esempio monumentale di sinagoga ottocentesca dell'emancipazione.

## Storia
Nella stessa area dove sorge ora la grande sinagoga, era locato un piccolo e modesto oratorio, inaugurato nel 1740 all'interno del nuovo ghetto, istituito quello stesso anno. Con l'emancipazione del 1848 si pose subito il problema dell'edificazione di un nuovo luogo di culto più consono alle dimensioni numeriche della comunità ebraica di Vercelli (oltre 600 persone) e al suo prestigio nella città. Il progetto fu inizialmente affidato nel 1864 all'architetto Marco Treves, nativo di Vercelli, che già aveva ideato la grande sinagoga di Firenze. Il progetto tuttavia si rivelò troppo dispendioso. Ci si affidò allora all'architetto Giuseppe Locarni che tra il 6 settembre 1874 (posa della prima pietra) e il 18 settembre 1878 (data d'inaugurazione) realizzò la costruzione dell'edificio. Per far posto al grandioso edificio si rese necessario abbattere un intero
isolato del vecchio ghetto, incluso il palazzo che ospitava la vecchia sinagoga, i cui arredi furono momentaneamente spostati in una sala dell'asilo Levi. Per festeggiare l'inaugurazione, che avvenne con grande concorso di popolo alla presenza del rabbino Giuseppe Raffael Levi e delle autorità cittadine, la comunità fece anche coniare una medaglia di bronzo commemorativa.
Dopo la seconda guerra mondiale, anche in conseguenza del declino demografico della comunità ebraica di Vercelli, la sinagoga ha attraversato un periodo di grave degrado (muri scrostati, strutture pericolanti, vetri rotti, furti, ecc.). Molti degli oggetti preziosi delle comunità sono stati portati a Torino. A lungo il Tempio è rimasto chiuso. La tendenza negativa si è interrotta a partire dal 2003, da quando una serie di importanti interventi di restauri si sono succeduti a ridonare alla sinagoga di Vercelli il suo antico splendore.

## Descrizione

### Architettura

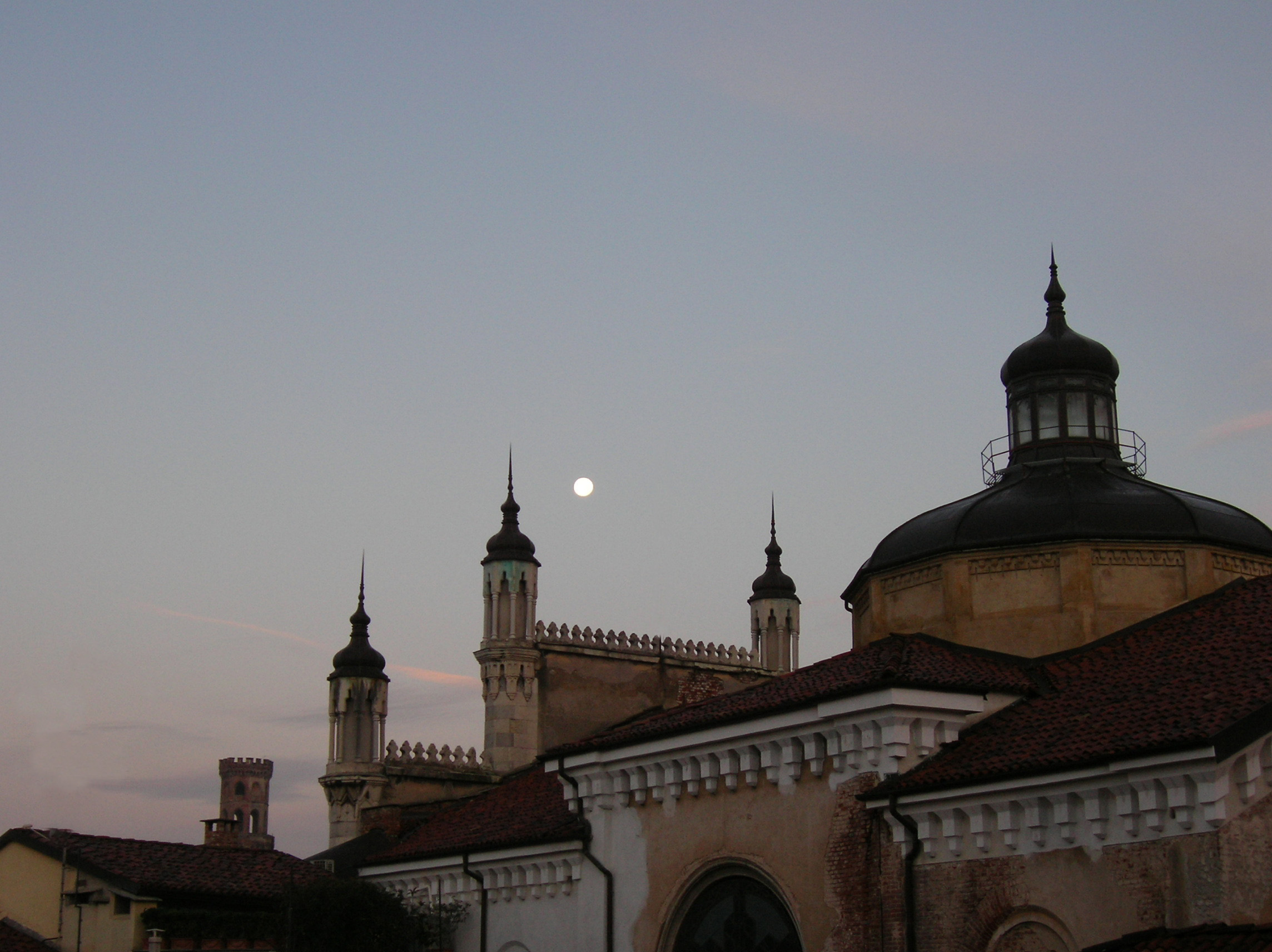
Sinagoga di Vercelli all'alba

L'edificio è in stile moresco, secondo una moda inaugurata dalla costruzione nel 1858 del Leopoldstädter Tempel che in breve ispirò analoghe progetti in tutta Europa (Budapest, Praga, Cracovia, Firenze, ecc.). La grande facciata è caratterizzata da bande bicolori in pietra arenaria, bianche e azzurre; è coronata da merlature e torrette con cupole a cipolle, con due massicci torrioni laterali anch'essi decorati con cupolette a cipolla. L'ingresso ha un piccolo portico colonnato ad archi, rialzato su gradini, sormontato dalle Tavole della Legge in pietra e da un grande rosone.
L'interno è a tre navate, decorate da motivi geometrici. L'aron e la tevah sono collocati nella grande abside, illuminata da cinque finestre. Un pulpito ligneo è addossato alle colonne a sinistra. Dall'ingresso per una scala si giunge all'arioso matroneo che si affaccia sui due lati della navata centrale. Alle decorazioni del Tempio contribuirono vari artisti vercellesi: i fratelli Bona per le opere in muratura, il pittore Carlo Costa e lo scultore Ercole Villa; le vetrate policrome sono una creazione di Michele Fornari.

### Organo a canne
Sulla cantoria in controfacciata, si trova l'organo a canne, costruito nel 1878 dall'organaro novarese Alessandro Mentasti ed attualmente (2012) in stato d'abbandono.
Racchiuso entro cassa lignea neogotica articolata in sette campi, lo strumento è a trasmissione integralmente meccanica, con consolle a finestra di due tastiere (Cassa armonica, ovvero espressivo, la prima, Grand'Organo la seconda) di 61 note ciascuna con prima ottava cromatica estesa e pedaliera a leggio di 20 note.